# Ауб
Ауб (њем. Aub) град је у њемачкој савезној држави Баварска. Једно је од 52 општинска средишта округа Вирцбург. Према процјени из 2010. у граду је живјело 1.563 становника. Посједује регионалну шифру (AGS) 9679114.

## Географски и демографски подаци
Ауб се налази у савезној држави Баварска у округу Вирцбург. Град се налази на надморској висини од 310 метара. Површина општине износи 17,5 km². У самом граду је, према процјени из 2010. године, живјело 1.563 становника. Просјечна густина становништва износи 89 становника/km².